# HD28226
HD28226 — хімічно пекулярна зоря спектрального класу A4, що має видиму зоряну величину в смузі V приблизно  5,7.
Вона  розташована на відстані близько 156,4 світлових років від Сонця.

## Фізичні характеристики
Зоря HD28226 обертається 
досить швидко 
навколо своєї осі. Проєкція її екваторіальної швидкості на промінь зору становить  Vsin(i)=105км/сек.